# Acolasis subocellata
Coenipeta subocellata là một loài bướm đêm trong họ Erebidae.